# Pernambuco
Pernambuco (AFI [pɛxnɐ̃ˈbuku]) este una dintre cele 27 de unități federative ale Braziliei. Recife este capitala statului. Pernambuco se învecinează cu unitățile federative Alagoas și Bahia la sud, Piauí la vest, și Ceará și Paraíba la nord. La est, are ieșire la Oceanul Atlantic. În 2007, Pernambuco avea o populație de 8.706.168 de locuitori și suprafață de 98.938 km², fiind împărțit în 5 mezoregiuni, 18 microregiuni și 185 de municipii.